# Coteaux calcaires du secteur de Borrèze
Le site Coteaux calcaires du secteur de Borrèze est une zone naturelle d'intérêt écologique, faunistique et floristique (ZNIEFF) française du département de la Dordogne, en région Nouvelle-Aquitaine.

## Situation
Dans le quart sud-est du département de la Dordogne, le site « Coteaux calcaires du secteur de Borrèze » s'étend sur 535,72 hectares, sur le territoire de trois communes : Borrèze, Salignac-Eyvigues et Simeyrols,.
En termes de superficie, cette ZNIEFF est répartie de façon à peu près équivalente sur les communes de Borrèze (51 %) et Salignac-Eyvigues (47 %) ; seule une petite zone de près de dix hectares concerne Simeyrols, au nord du lieu-dit les Plaines.
La zone s'étage entre 135 et 305 mètres d'altitude sur les coteaux, notamment ceux en bordure nord de la Borrèze, ainsi que le long des affluents de cette dernière, dont le ruisseau d'Inval.

## Description
Le site « Coteaux calcaires du secteur de Borrèze » est une zone naturelle d'intérêt écologique, faunistique et floristique (ZNIEFF) de type I, c'est-à-dire qu'elle est de superficie réduite, avec des espaces homogènes d’un point de vue écologique et qu'elle abrite au moins une espèce et/ou un habitat rares ou menacés, d'intérêt aussi bien local que régional, national ou communautaire.
Elle est composée de causses calcaires jurassiques dans un secteur forestier avec une « végétation xérophile calcicole » ; son intérêt majeur réside dans la présence de 45 espèces déterminantes : 44 de plantes phanérogames, et une de reptiles.
Des recensements y ont été effectués aux niveaux faunistique et floristique.

Coteaux à Borrèze.
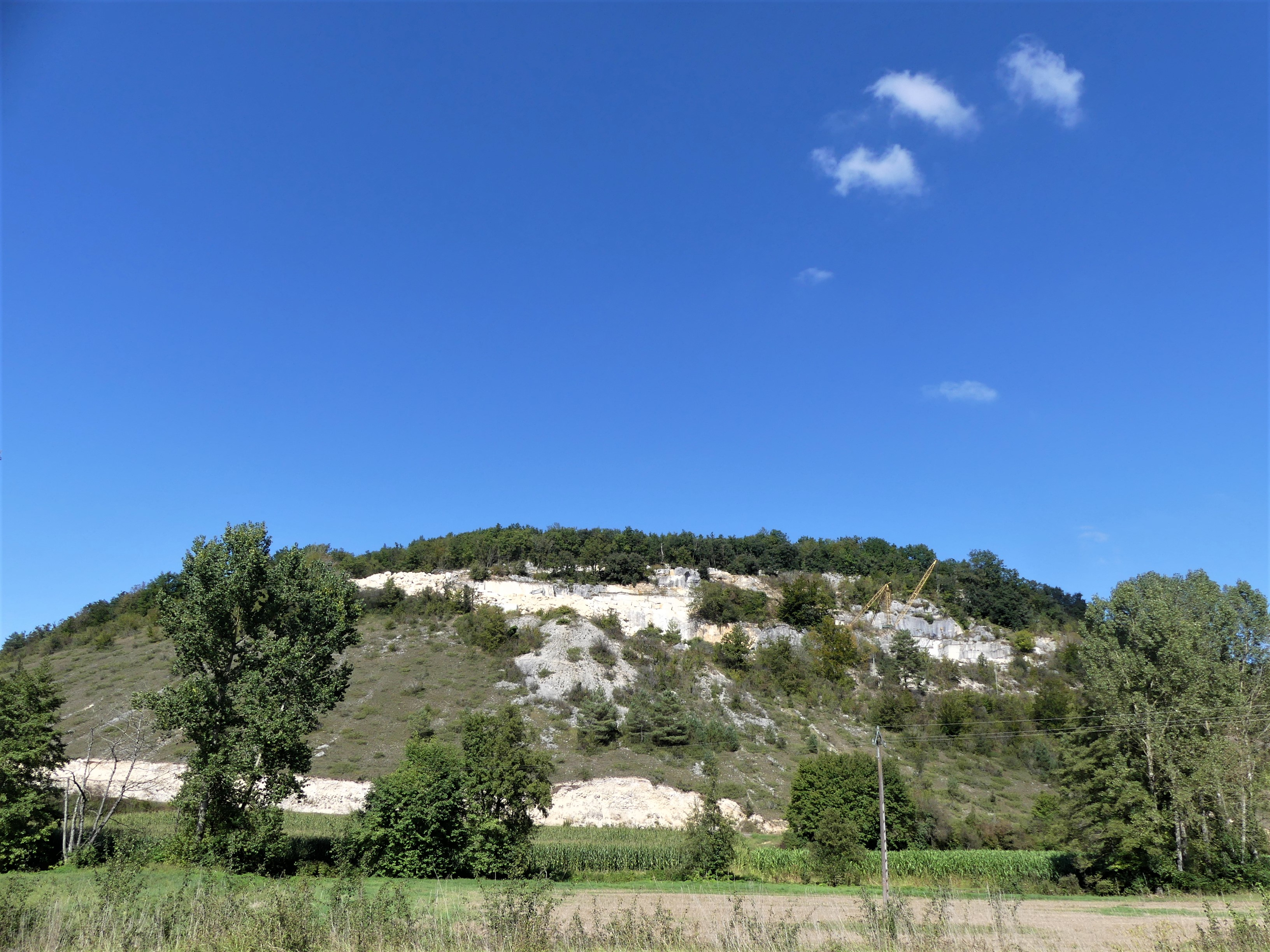
Carrière sur le coteau au sud de Cavialle.
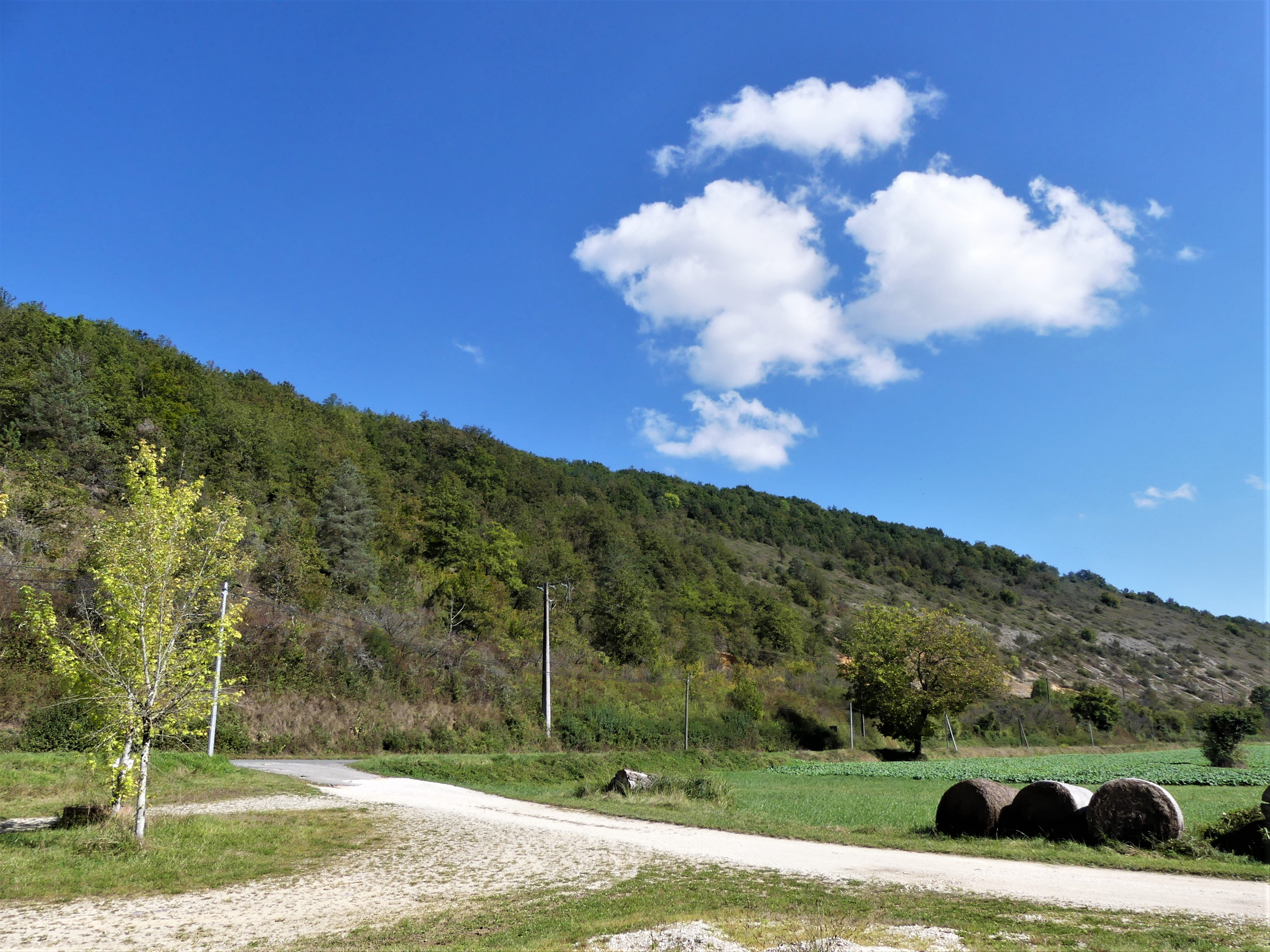
Coteau à l'est du terrain de sports.

## Faune

### Espèces animales recensées
Une espèce déterminante de reptiles a été recensée sur le site en 2009, la Coronelle girondine (Coronella girondica).
Quatre autres espèces animales y ont été répertoriées : deux oiseaux, le Hibou grand-duc (Bubo bubo) en 2016 et le Milan royal (Milvus milvus) en 2013, ainsi que deux orthoptères, le Criquet à ailes rouges (Oedipoda germanica) en 2017 et le Criquet des garrigues (Omocestus raymondi) en 2015.

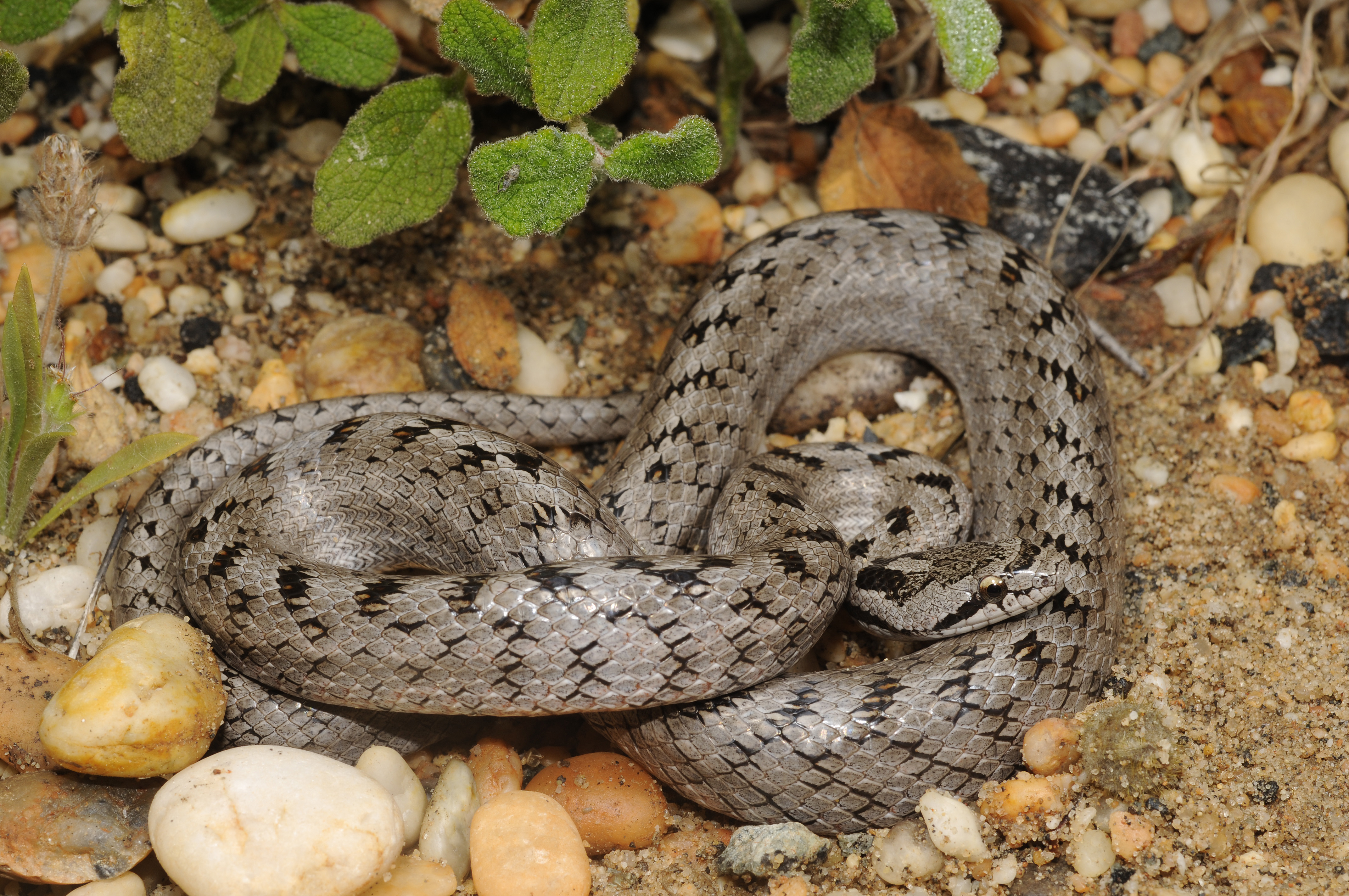
La Coronelle girondine.
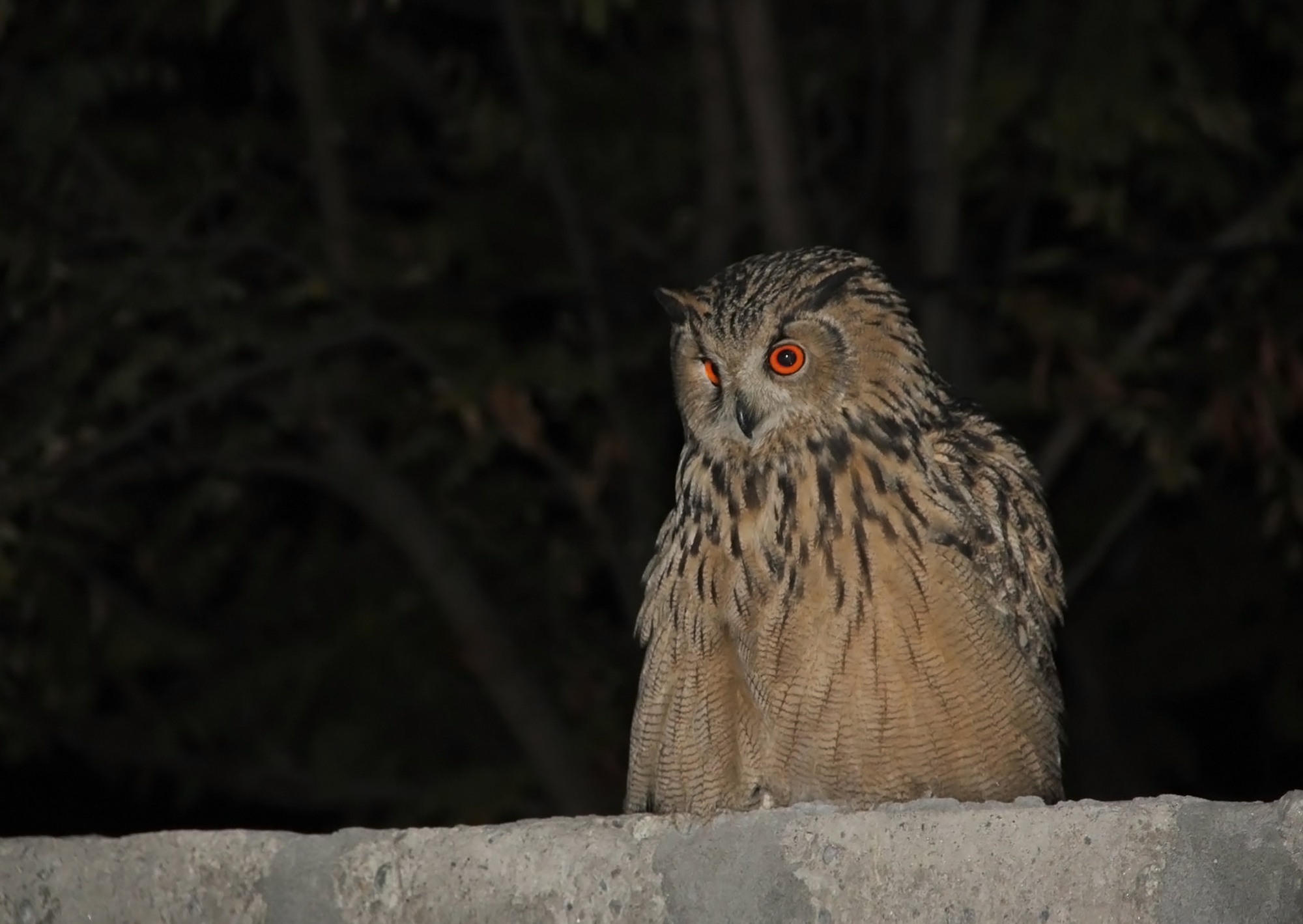
Hibou grand-duc.
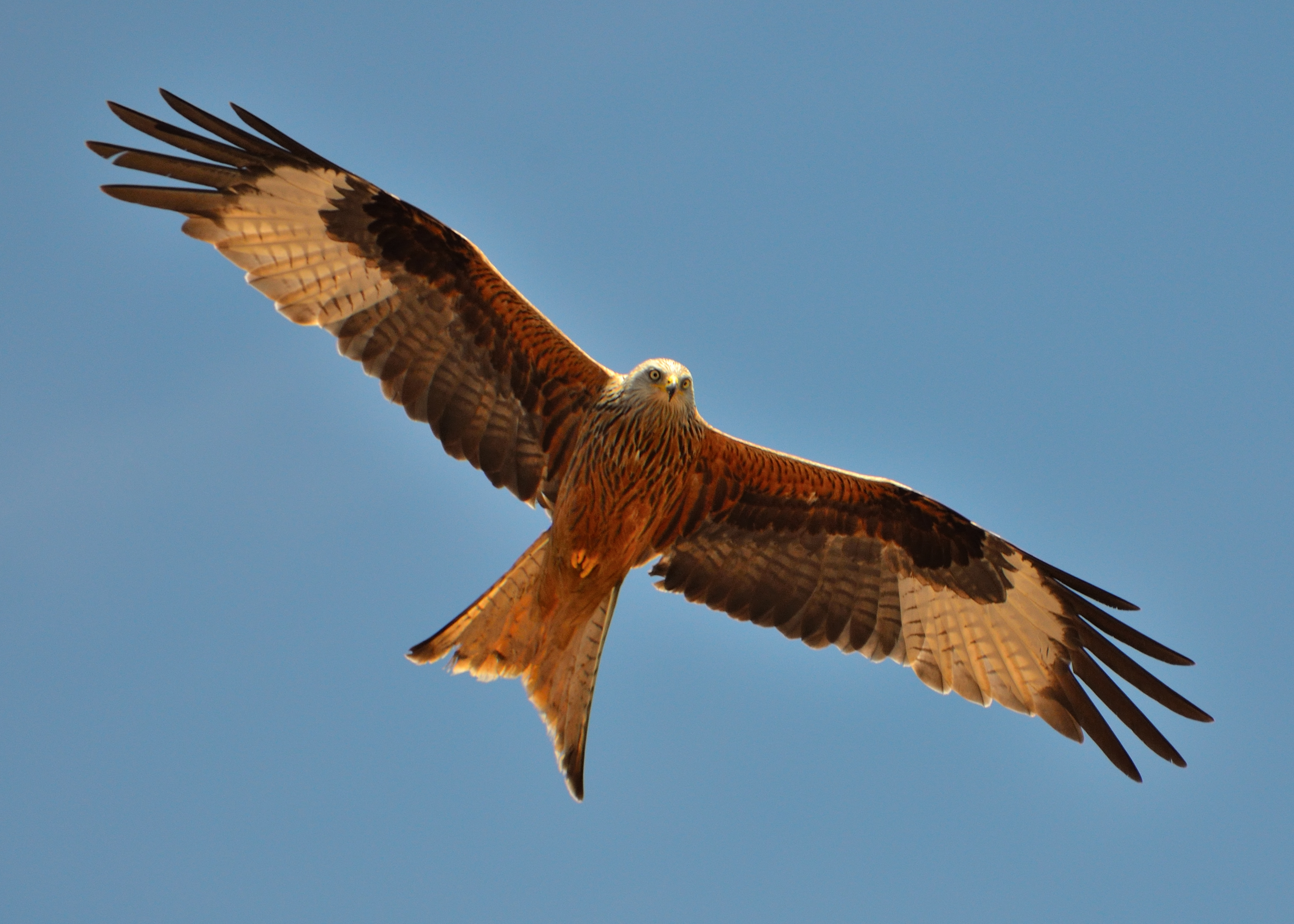
Milan royal en vol.
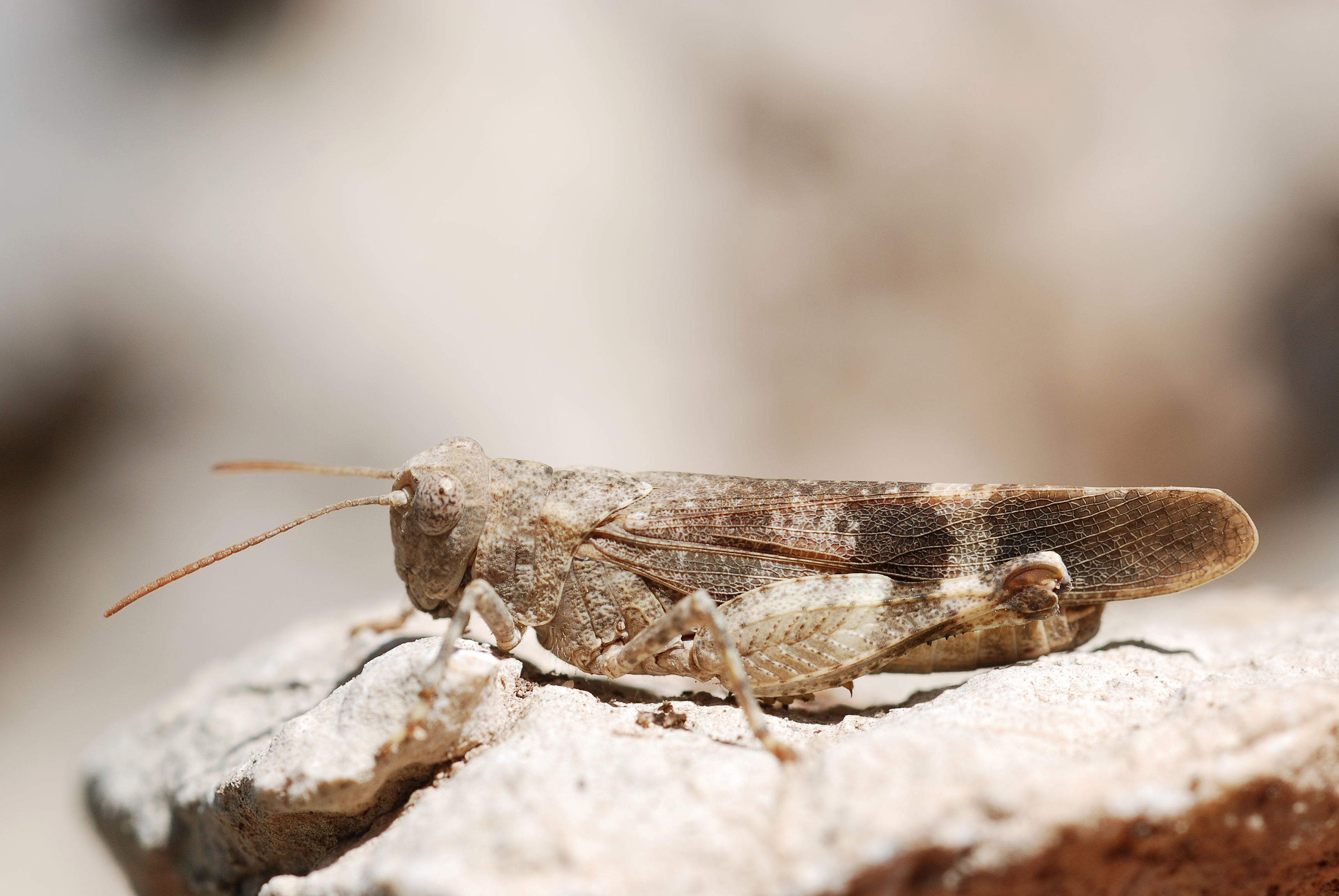
Mâle de Criquet à ailes rouges.
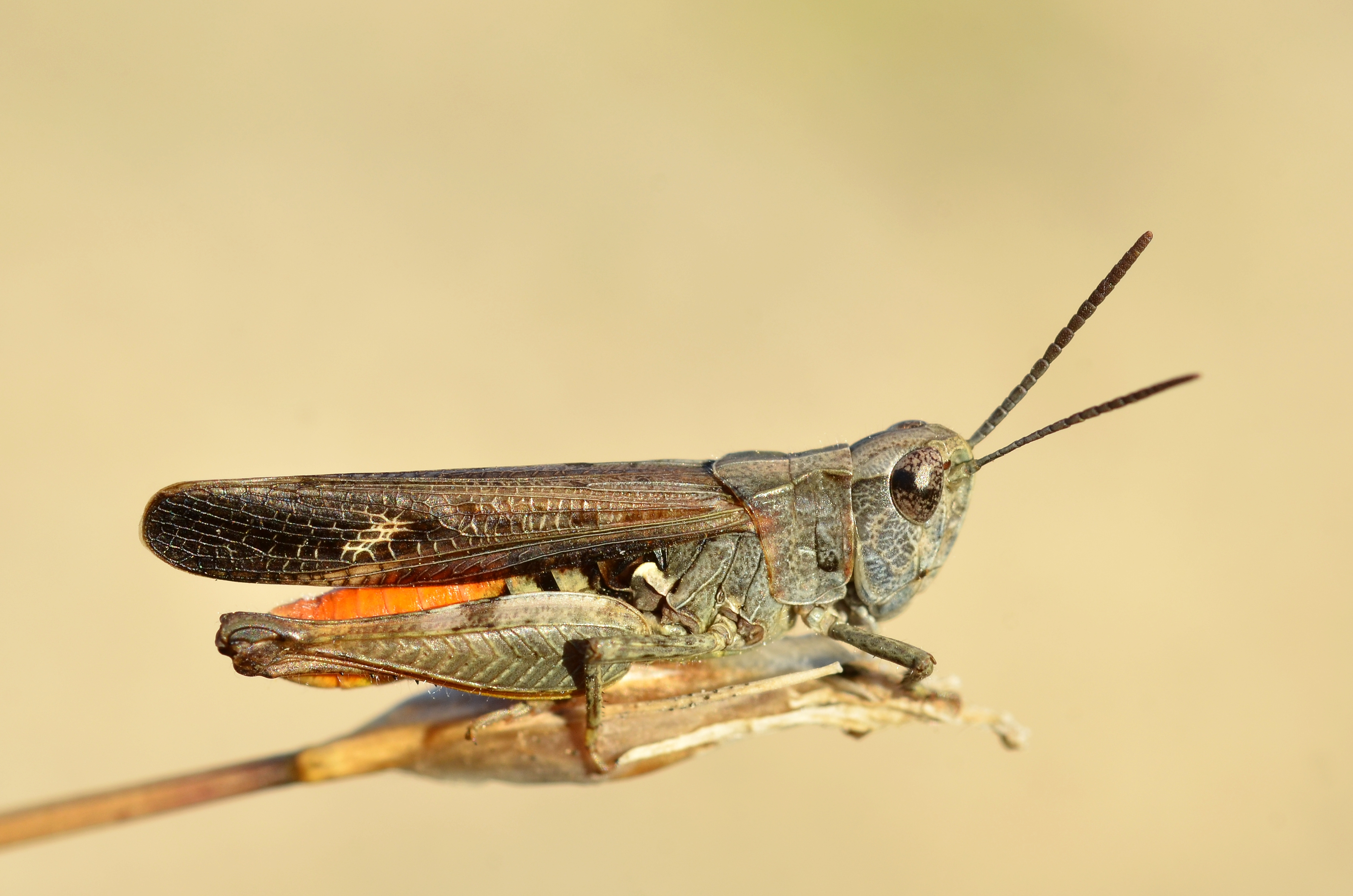
Mâle de Criquet des garrigues.

### Protection de la faune
L'espèce de reptiles de la ZNIEFF, la Coronelle girondine, est protégée sur l'ensemble du territoire français.
Les deux espèces d'oiseaux de la ZNIEFF, le Hibou grand-duc et le Milan royal, sont protégées au titre de la Directive oiseaux de l'Union européenne ; elles sont donc protégées sur l'ensemble du territoire français.

## Flore

### Espèces végétales déterminantes
Quarante-quatre espèces déterminantes de phanérogames ont été recensées sur la ZNIEFF entre 2010 et 2017 : l'Alisier blanc (Sorbus aria), l'Argyrolobe de Linné (Argyrolobium zanonii), le Brachypode à deux épis (Brachypodium distachyon), la Bugrane striée (Ononis striata), le Buplèvre du mont Baldo (Bupleurum baldense (en)), la Campanule à petites fleurs (Campanula erinus), la Cardoncelle (Carduncellus mitissimus), la Crapaudine des Alpes (Sideritis hyssopifolia), l'Euphorbe de Séguier (Euphorbia seguieriana), le Fumana fausse bruyère (Fumana ericoides), le Gaillet à aspect de mousse (Galium pusillum), la Gesse à fruits ronds (Lathyrus sphaericus), le Gnaphale dressé (Bombycilaena erecta), l'Hutchinsie des rochers (Hornungia petraea), l'Hysope (Hyssopus officinalis), l'Ibéris amer (Iberis amara), l'Inule à feuilles de spirée (Inula spiraeifolia (en)), la Laîche humble (Carex humilis), la Laitue vivace (Lactuca perennis), la Lavande à larges feuilles (Lavandula latifolia), la Leuzée conifère (Rhaponticum coniferum), le Lin d'Autriche (Linum austriacum), le Lin dressé (Linum strictum), le Liondent crépu (Leontodon crispus), le Liseron des Cantabriques (Convolvulus cantabrica), la Mélique ciliée (Melica ciliata), la Mercuriale de Huet (Mercurialis huetii), le Narcisse des poètes (Narcissus poeticus), l'Orchis guerrier (Orchis militaris), l'Orpin à feuilles épaisses (Sedum dasyphyllum), la Phalangère à fleurs de Lis (Anthericum liliago), la Phalangère ramifiée (Anthericum ramosum), la Raiponce orbiculaire (Phyteuma orbiculare), la Renoncule des marais (Ranunculus paludosus), la Renoncule graminée (Ranunculus gramineus), la Rue officinale (Ruta graveolens), la Scille d'automne (Prospero autumnale), la Scrofulaire des chiens (Scrophularia canina), la Seslérie bleue (Sesleria caerulea), le Silène enflé (Silene vulgaris), la Spirée à feuilles de millepertuis (Spiraea hypericifolia), la Stéhéline douteuse (Staehelina dubia), la Stipe de Paris (Stipa gallica) et le Thésium divariqué  (Thesium divaricatum).

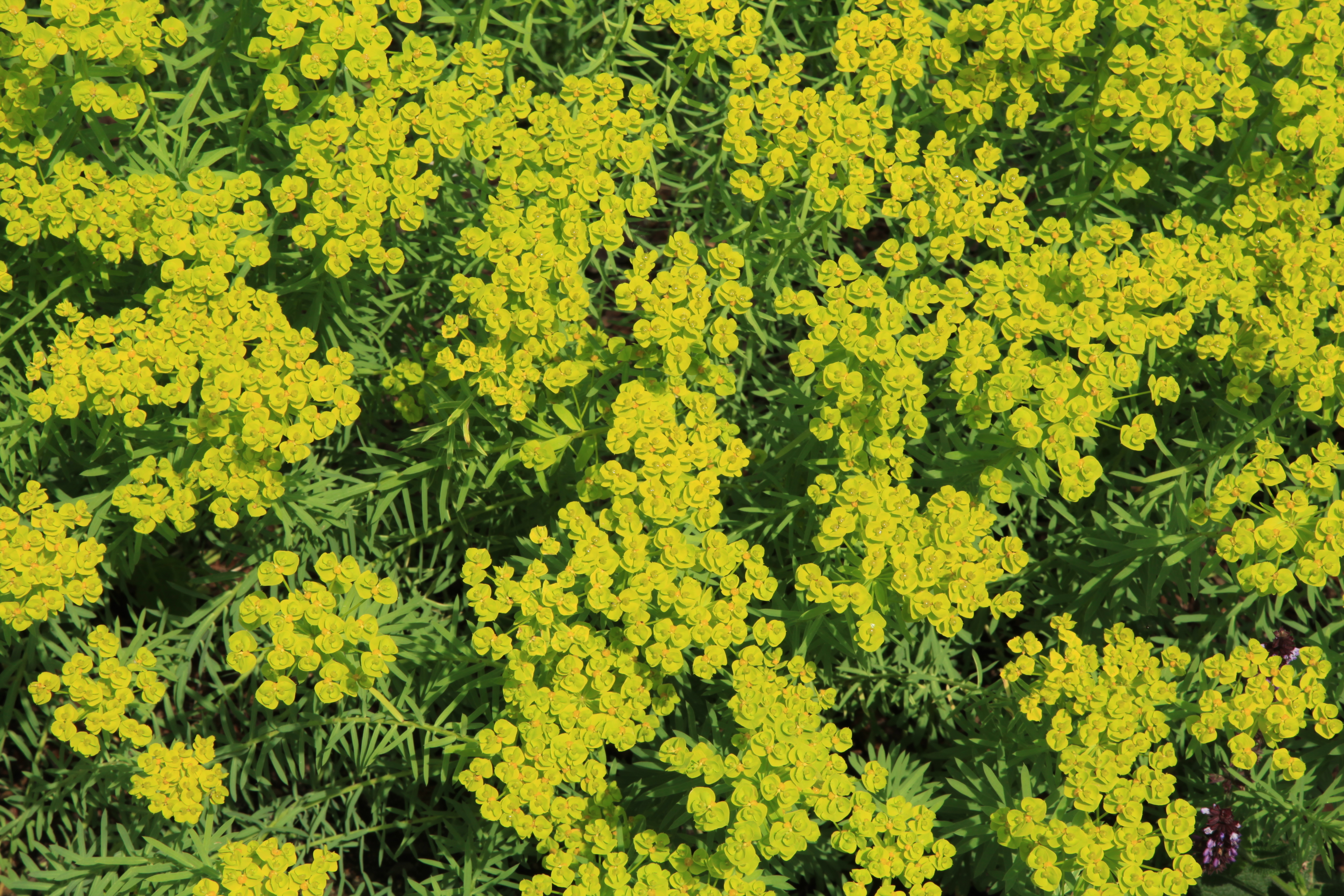
Euphorbe de Séguier.
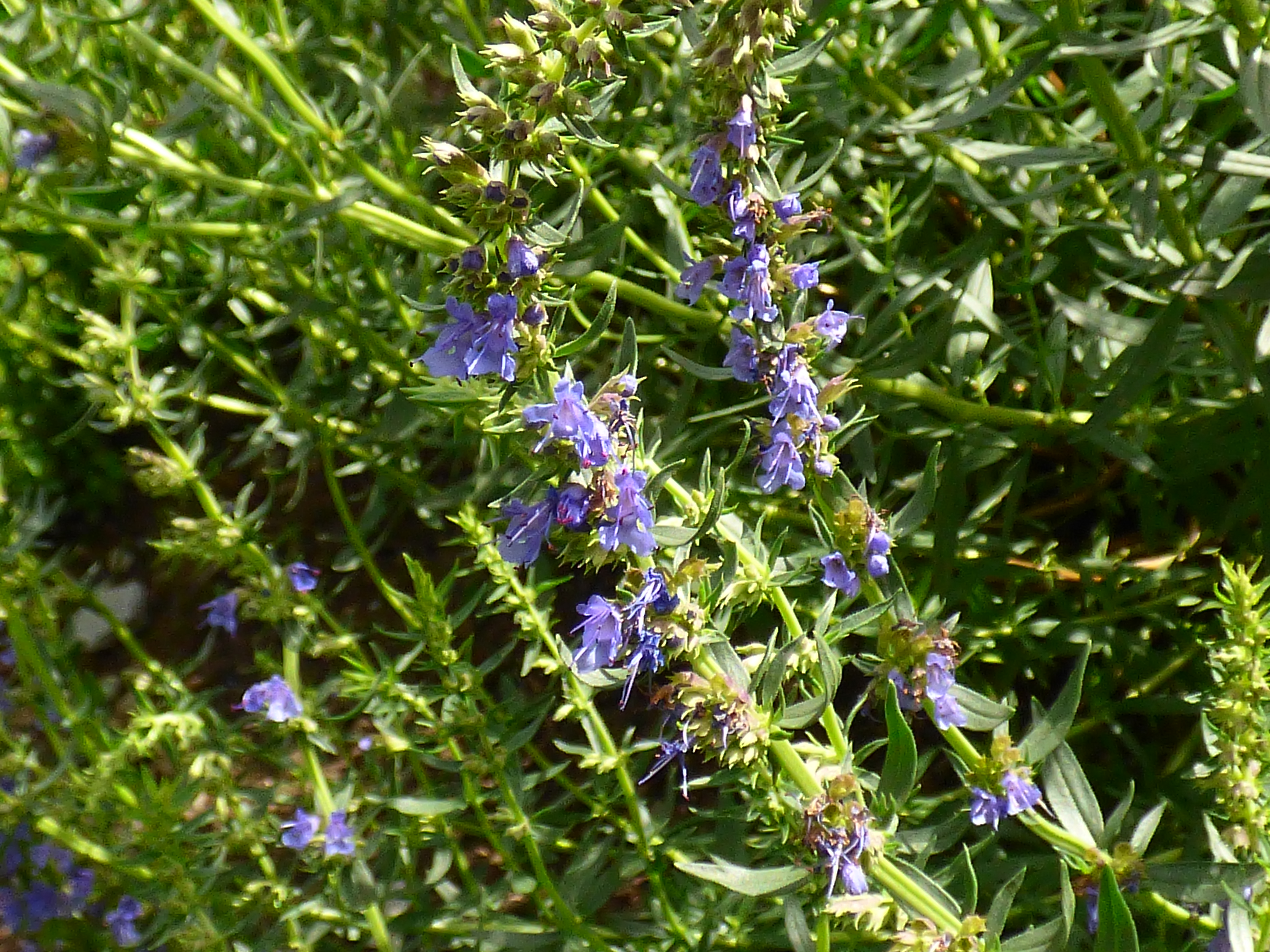
Hysope.
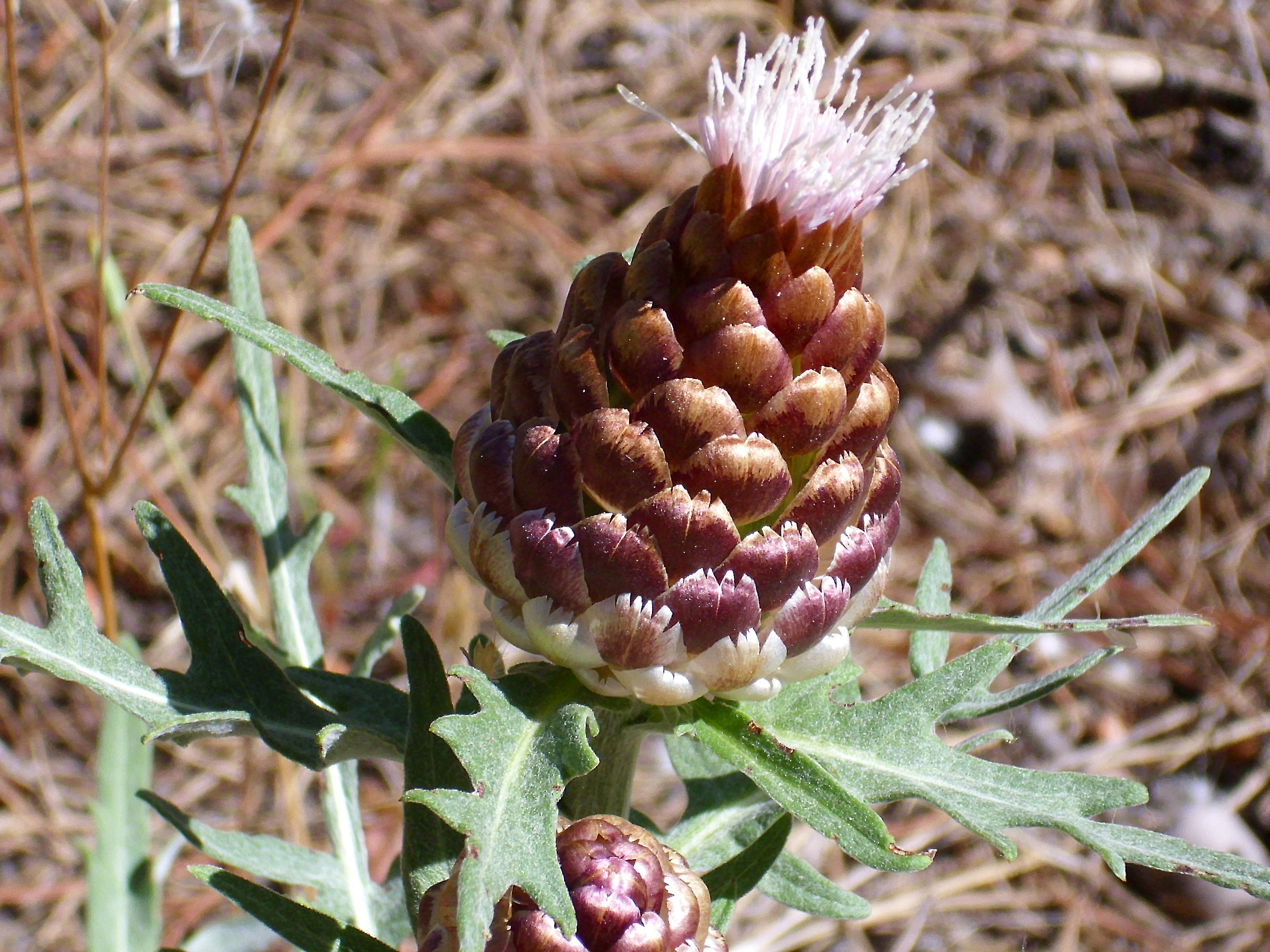
Leuzée conifère.
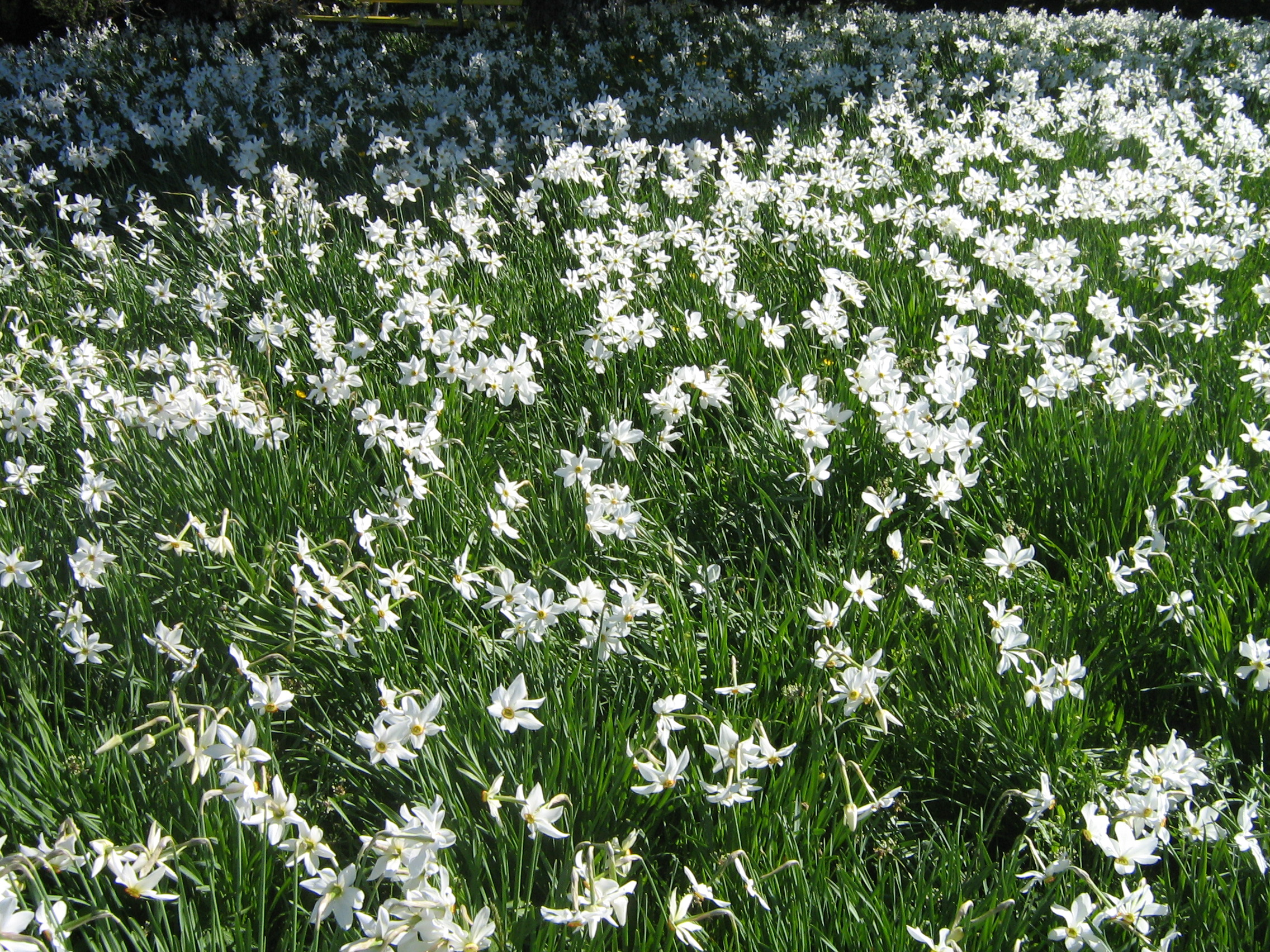
Narcisses des poètes.
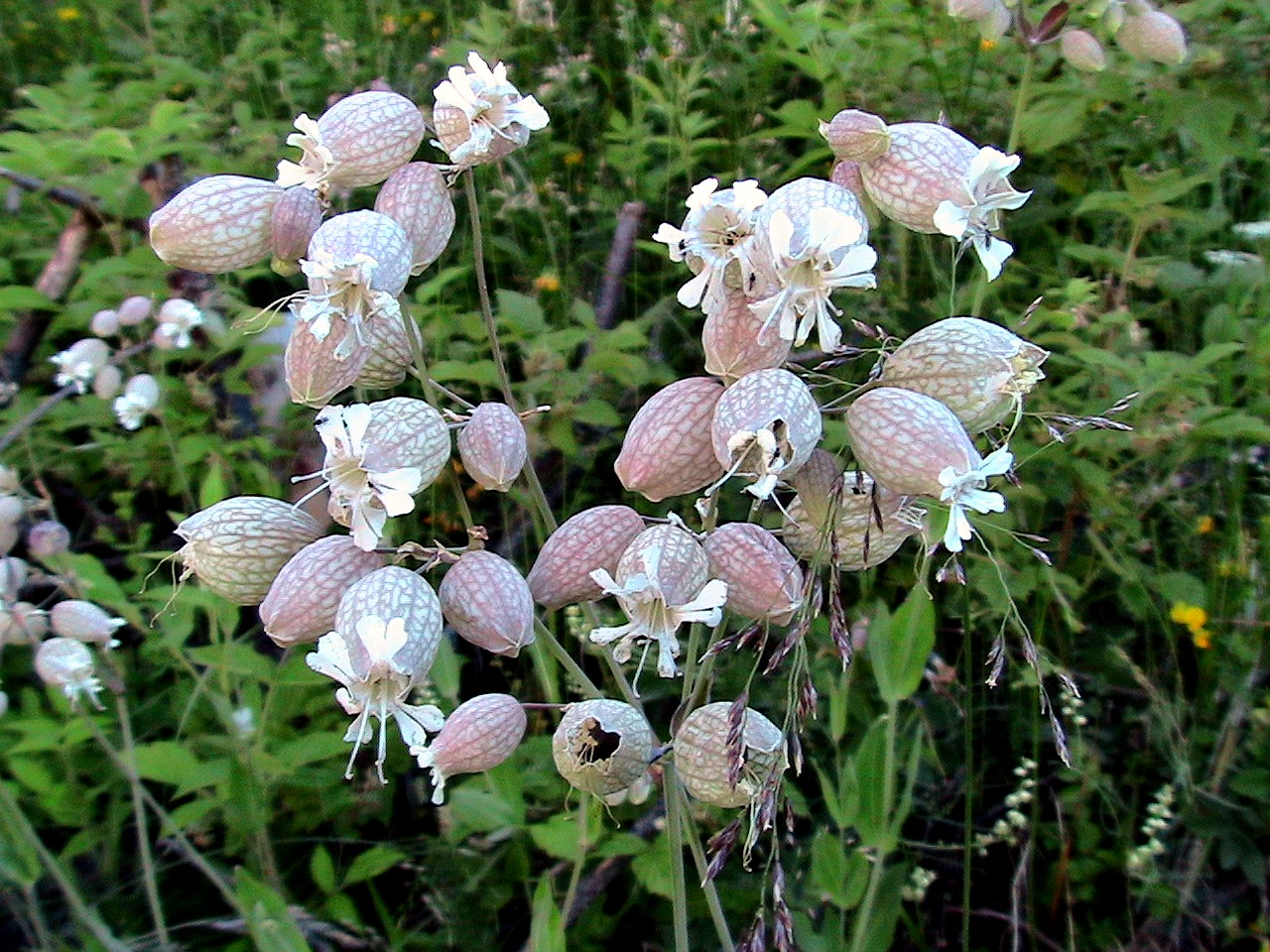
Silènes enflés.

### Autres espèces végétales
Dix-sept autres espèces de phanérogames — non déterminantes — y ont été répertoriées : l'Ail à tête ronde (Allium sphaerocephalon), l'Ancolie commune (Aquilegia vulgaris), l'Astragale réglisse (Astragalus glycyphyllos), le Barbon pied-de-poule (Bothriochloa ischaemum (en)), la Céphalanthère rouge (Cephalanthera rubra), le Chèvrefeuille des haies (Lonicera xylosteum), le Cornouiller mâle (Cornus mas), le Fumana à tiges tombantes (Fumana procumbens), le Genêt poilu (Genista pilosa), la Gesse noire (Lathyrus niger), l'Hélianthème des Apennins (Helianthemum apenninum), l'Homme-pendu (Orchis anthropophora), la Laitue des vignes (Lactuca viminea), le Limodore à feuilles avortées (Limodorum abortivum), la Mélitte à feuilles de mélisse (Melittis melissophyllum), l'Orchis mâle (Orchis mascula) et l'Ornithogale des Pyrénées (Ornithogalum pyrenaicum).

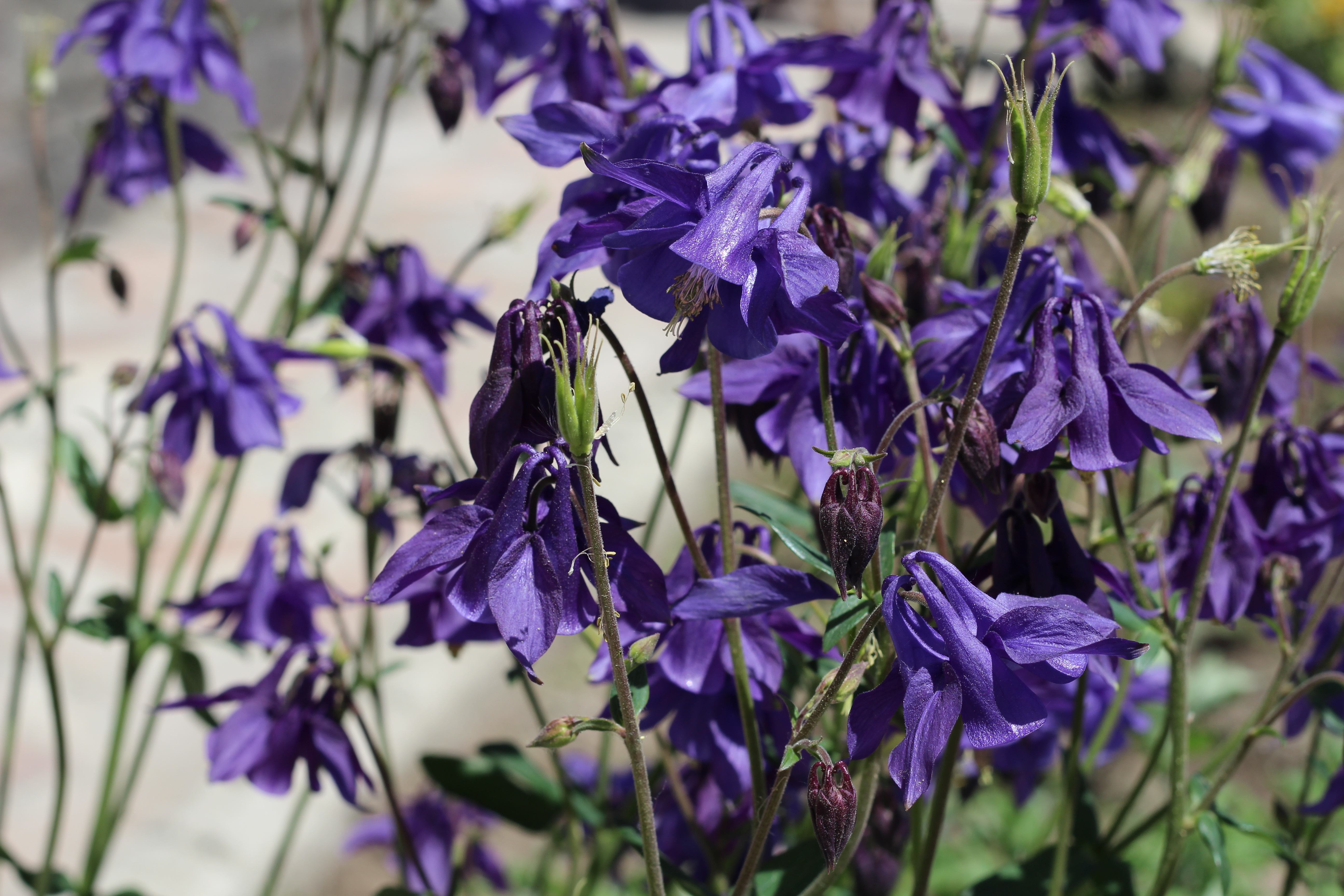
Ancolies communes.
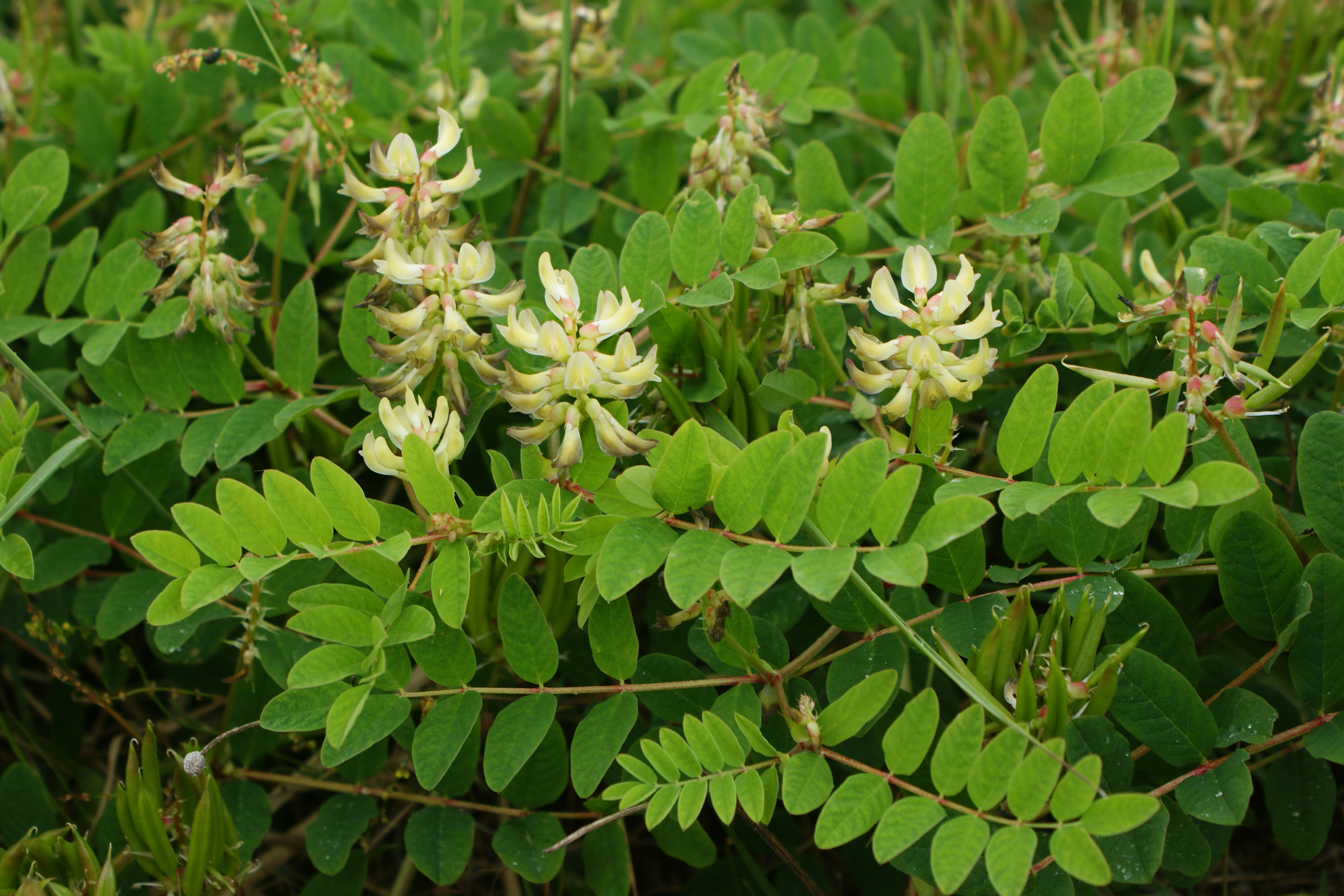
Astragale réglisse.
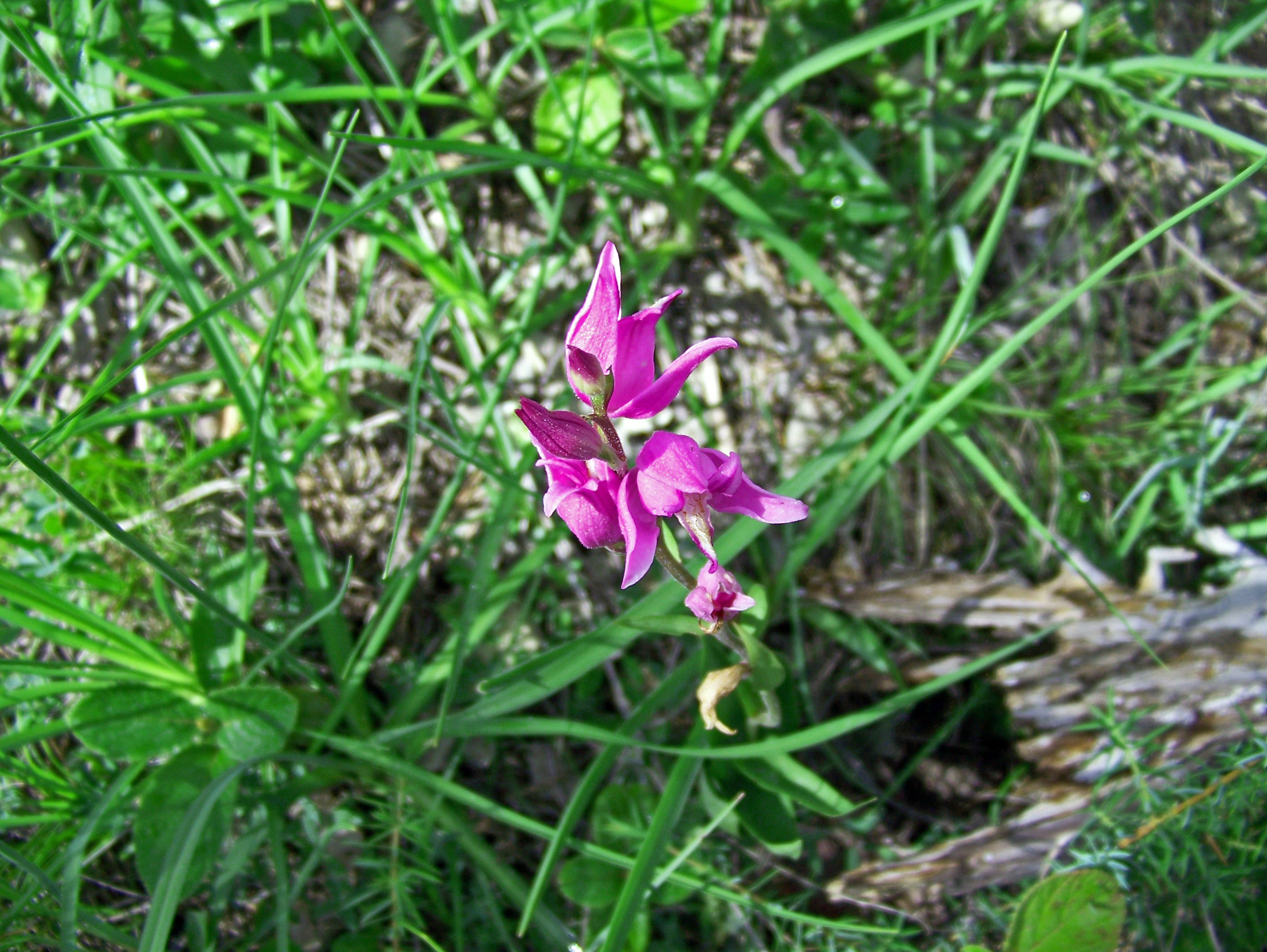
Céphalanthère rouge.
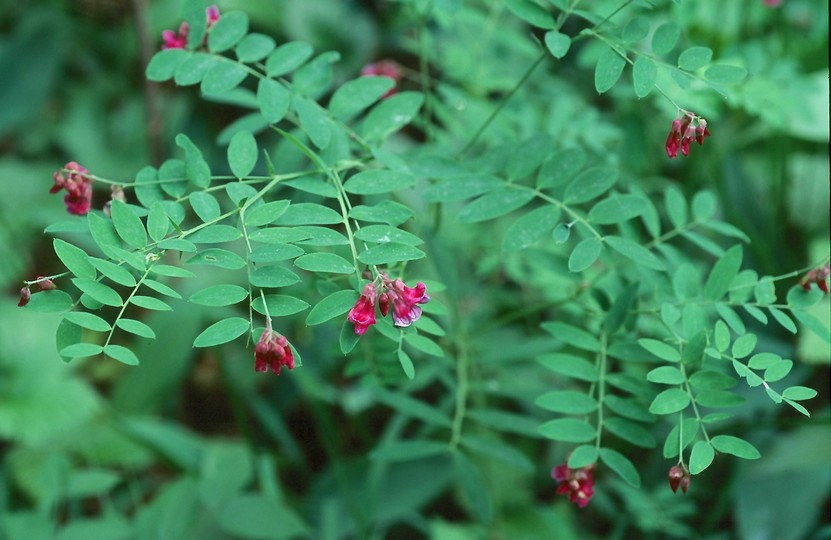
Gesse noire.
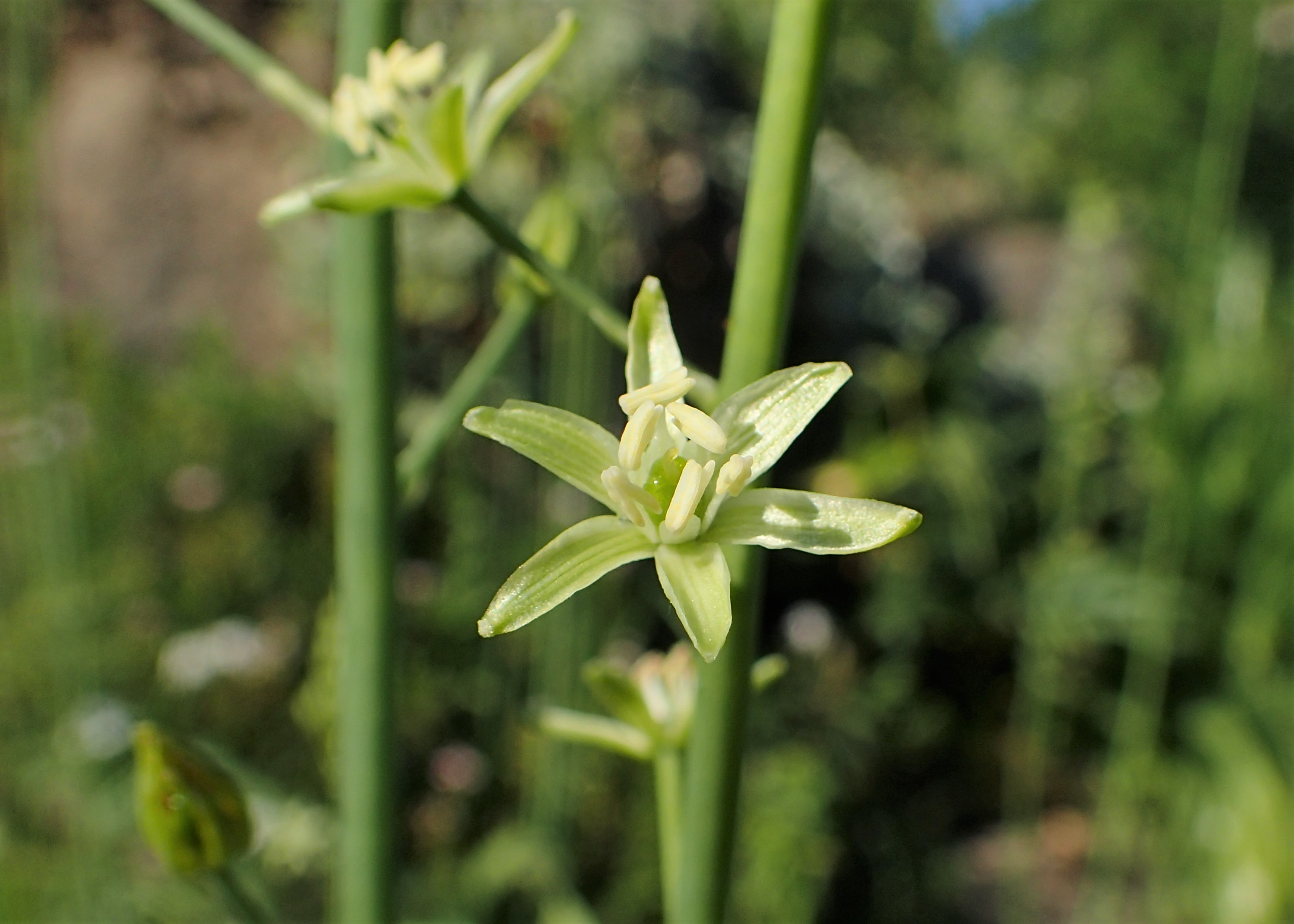
Ornithogale des Pyrénées.

## Espaces connexes

### Natura 2000
Le territoire de la ZNIEFF des Coteaux calcaires du secteur de Borrèze inclut presque intégralement celui de la zone du réseau Natura 2000 « Coteaux calcaires de Borrèze », (seule une petite zone d'environ huit hectares intégrant la « hêtraie du Claud » est propre à la zone Natura 2000) sur laquelle ont été recensées treize espèces animales dont le Damier de la succise (Euphydryas aurinia), papillon inscrit à l'annexe II de la directive habitats de l'Union européenne. Vingt espèces végétales y ont aussi été répertoriées.

### ZNIEFF
Le territoire de la ZNIEFF des Coteaux calcaires du secteur de Borrèze est entièrement inclus dans celui de la ZNIEFF de type II du Secteur forestier de Borrèze ; dans cette dernière, trois espèces de ptéridophytes et 86 espèces de phanérogames ont été recensées, dont deux sont considérées comme déterminantes.